# Copablepharon grandis
Copablepharon grandis (tên tiếng Anh: Pale Yellow Dune Moth) là một loài bướm đêm thuộc họ Noctuidae. Nó được tìm thấy ở miền nam Alberta phía đông tới tây nam Manitoba, the khu vực miền đông của South Dakota, North Dakota và Iowa, phía tây to California và phía nam tới miền nam Arizona, New Mexico và miền tây Texas.
Sải cánh dài 38–41 mm. Con trưởng thành bay từ tháng 7 đến tháng 8 tùy theo địa điểm. Có một lứa một năm.